# Office Olympics
"Office Olympics" é o terceiro episódio da segunda temporada da série de televisão estadunidense The Office, o nono no geral. Escrito por Michael Schur e dirigido por Paul Feig, foi ao ar originalmente em 4 de outubro de 2005 pela NBC. O episódio foi estrelado por Nancy Carell, a esposa do protagonista Steve Carell, como Carol Stills.
A série retrata a vida cotidiana dos funcionários da filial da empresa de papel Dunder Mifflin em Scranton. No episódio, Michael Scott, junto com Dwight Schrute (Rainn Wilson), deixa o escritório para comprar uma casa. Enquanto isso, Jim Halpert (John Krasinski) e Pam Beesly (Jenna Fischer) organizam competições para divertirem seus colegas.
"Office Olympics" foi inspirado nos jogos de King of the Hill. Depois de sua exibição, serviu como inspiração para disputas em escritórios reais por todo o país. O episódio marca a primeira aparição de Mose, primo amish de Dwight, interpretado pelo escritor Mike Schur. Ele foi baseado em um participante, com o mesmo nome, do reality show Amish in the City da UPN. O episódio continha várias referências culturais, muitas delas aludindo aos próprios Jogos Olímpicos. "Office Olympics" recebeu críticas amplamente positivas e foi assistido por 8,3 milhões de espectadores.

## Sinopse
Enquanto Michael Scott sai com Dwight Schrute para assinar os papéis de compra da sua nova casa, a equipe preenche os relatórios de despesas. Pam Beesly reanima o entediado Jim Halpert chamando-o para a recepção e jogando objetos na caneca de café de Dwight. Jim então descobre que seus colegas criaram jogos para evitar o tédio, como o "Dunderball" de Toby Flenderson e o futebol de papel "Detestoball", nomeado assim por Angela Martin odiá-lo, criado por Kevin Malone e Oscar Martinez. Jim e Pam organizam a "Primeira Olimpíada da Dunder Mifflin", com os funcionários competindo por medalhas artesanais construídas com tampas de iogurte e clipes de papel. Entre os desafios está quem consegue colocar mais M&M's na boca e o "Flonkerton", onde as pessoas correm com caixas de papel presas aos pés.
Na assinatura do contrato, Dwight aponta uma série de coisas erradas na residência e Michael percebe que entendeu mal o tempo de pagamento. Ele tenta desistir, mas volta atrás quando descobre que a quebra do contrato custará seu depósito de US$ 7.000. Quando ambos retornam ao escritório, a corrida com xícaras de café encerra repentinamente e o clima volta ao normal. Michael se isola em seu escritório, chateado com a compra. Ryan Howard joga fora sua medalha. Jim então propõe a "cerimônia de encerramento". Michael é aplaudido e premiado com uma medalha de primeiro lugar, se reanimando.

## Produção

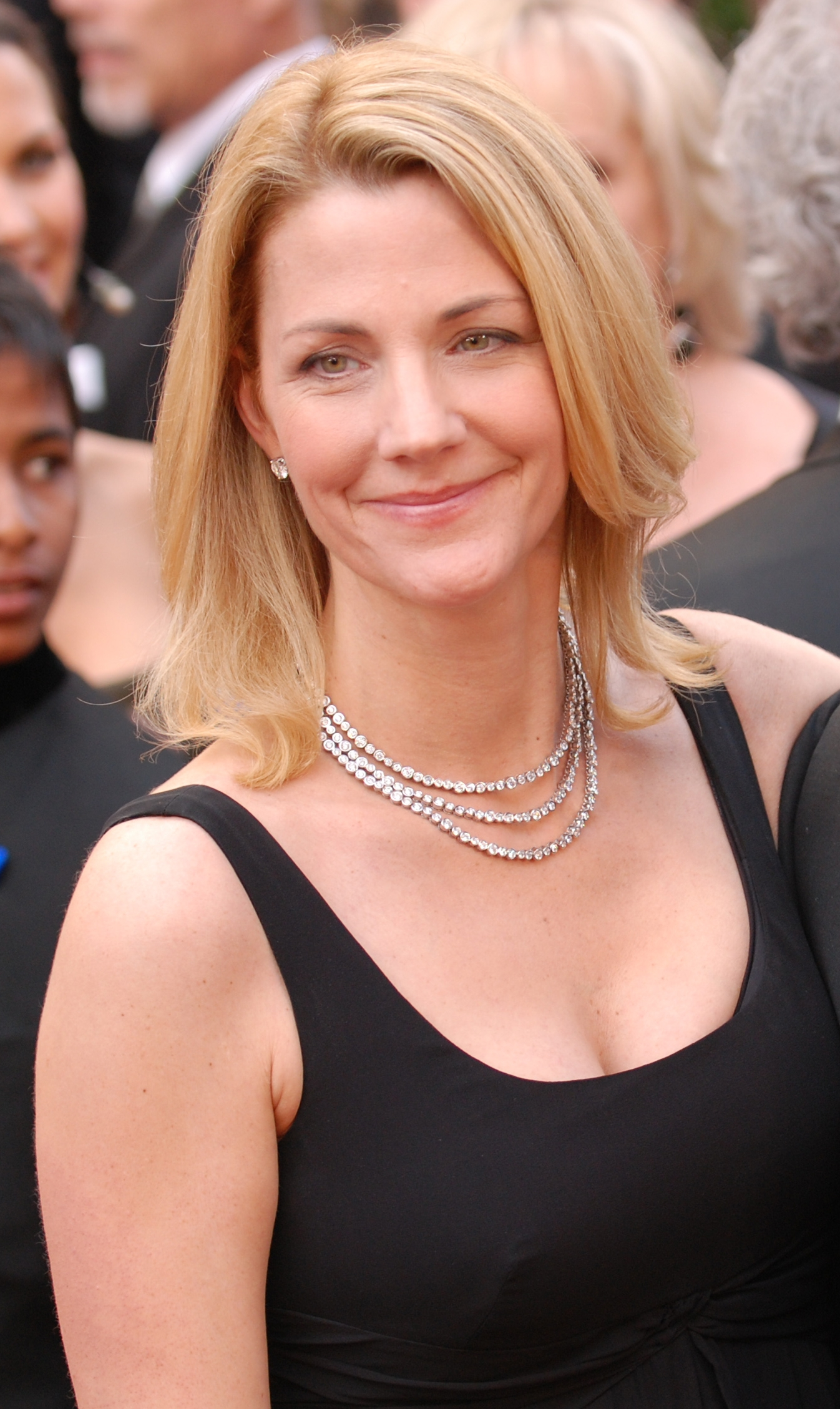
Nancy Walls estrelou o episódio, interpretando a corretora de imóveis Carol

"Office Olympics" foi escrito por Michael Schur. Este foi o primeiro episódio dirigido por Paul Feig. O produtor Greg Daniels disse que o roteiro foi baseado nos jogos realizados em King of the Hill, criados pelo seu ex-assistente, Tim Croston, e por outros dois assistentes de produção na época, Tony Gennaro e Seranie Manoogian. As brincadeiras eram realizadas nos escritórios do programa, onde Daniels atuou como produtor executivo. Mais tarde, ele comentou sobre quais disputas realizaram, afirmando: "Quem vai sair do elevador primeiro e correr em cadeiras. O engraçado é que depois virou um episódio de TV, agora o ciclo se completou e ouvi dizer que estão fazendo isso em todos os lugares". Depois da exibição, outros jogos foram organizados por todo o país. O The Chicago Tribune realizou uma entrevista com a maioria dos membros do elenco de The Office que explicaram as regras da disputa. As medalhas da tampa de iogurte reaparecem no final da terceira temporada, em "The Job".
Ao escolher o carro de Michael, o produtor Kent Zbornak disponibilizou fotos de vários veículos e pediu aos escritores que escolhessem. Os roteiristas decidiram por um Chrysler Sebring conversível, porque de acordo com B. J. Novak "achamos que era o carro mais chamativo que ele poderia pagar". Enquanto filmava a cena no automóvel, o cinegrafista Randall Einhorn quebrou acidentalmente o vidro traseiro, o que acabou custando US$ 859 para substituir.
Mike Schur fez uma aparição especial no episódio, em uma fotografia como o primo Mose de Dwight. A ideia era uma piada entre os escritores desde a primeira temporada. O personagem foi baseado em um participante real, com o mesmo nome, do reality show Amish in the City da UPN.